# Lysimachia longipes
Lysimachia longipes là một loài thực vật có hoa trong họ Anh thảo. Loài này được Hemsl. mô tả khoa học đầu tiên năm 1892.